# Julia Chinn
Julia Ann Chinn Johnson (c. 1790 – 1833) foi uma escrava quadroon americana e a esposa do 9.º vice-presidente dos Estados Unidos Richard Mentor Johnson (1780–1850).

## Biografia
Ela nasceu como uma escrava no Condado de Scott, Kentucky. Seus pais e data exata de nascimento são desconhecidos, mas ela foi criada e educada na casa de Johnson por sua mãe, Jemima Suggett Johnson. Richard Johnson herdou Julia Chinn, depois que seu pai morreu. Johnson começou a longo prazo relacionamento com ela e tratou-a como sua esposa de direito comum. Chinn foi simplesmente colocada, a concubina de Johnson, tendo mais tarde o papel de mãe de seus filhos e gerente de plantação. Com isso, Chinn e Johnson defenderam a "noção de uma sociedade diversa" com a família multirracial Chinn-Johnson. Eles estavam proibidos de casar porque era escrava. Quando Johnson estava longe de sua plantação no Kentucky, ele autorizou Chinn a gerenciar seus negócios.
Johnson e Chinn tiveram duas filhas, Adaline Chinn Johnson e Imogene Chinn Johnson, a quem ele reconheceu e deu seu sobrenome, com Johnson e Chinn preparando-os "para um futuro como mulheres livres".  Johnson ensinou-lhes moralidade e alfabetização básica, com Julia indubitavelmente ensinando suas próprias habilidades, com ambos empurrando mais tarde para que ambos "recebessem lições acadêmicas regulares", que ele depois educou em casa para evitar o desprezo de vizinhos e eleitores. Mais tarde, Johnson providenciaria a educação de Adaline e Imogene. Ambas as filhas casaram homens brancos. Johnson deu-lhes grandes fazendas como dotes de suas próprias explorações.
Embora Johnson tratasse essas duas filhas como suas, de acordo com Meyers, Imogene foi impedida de herdar sua propriedade no momento da sua morte. O tribunal observou que ela era ilegítima e, portanto, sem direitos no caso.
A conta de Bevins, escrita para o Georgetown & Scott County Museum, diz que o filho de Adeline, Robert Johnson Scott, um sobrinho, Richard M. Johnson, Jr. e a família de Imogene "adquiriu" a terra restante de Johnson depois da morte dele.
Chinn morreu de uma epidemia de cólera no verão de 1833, para o grande sofrimento de Johnson.